# Station Gerstungen
Station Gerstungen is een spoorwegstation in de Duitse gemeente Gerstungen in Thüringen.
Het station ligt aan de Thüringer Bahn, de Gerstungen - Vacha en de voormalige spoorlijn Förtha - Gerstungen.